# Liste der Nummer-eins-Hits in den USA (1954)
Dies ist eine Liste der Nummer-eins-Hits in den von Billboard ermittelten Best-Sellers-in-Stores-Charts (Verkaufscharts) in den USA im Jahr 1954. In diesem Jahr gab es zehn Nummer-eins-Singles und abweichend elf Nummer-eins-Hits, da die Songs Hey There und This Ole House von Rosemary Clooney auf der gleichen Single veröffentlicht wurden, und sechs Nummer-eins-Alben.

## Singles
| ← 1953 ← | Liste der Nummer-eins-Hits in den USA | Liste der Nummer-eins-Hits in den USA                            | Liste der Nummer-eins-Hits in den USA                               | 1955 →                    |
| \| Zeitraum \| Wo. ges. \| Interpret \| Titel Autor(en) \| Zusätzliche Informationen \| \| (Zeitraum, Wochen auf Platz eins, Interpret, Titel, Autor[en], zusätzliche Informationen) \| \| \| \| \| \| ----------------------------------------------------------------------------------------- \| -------- \| ---------------------------------------------------------------- \| ---------------------------------------------------------------------- \| ------------------------- \| \| 21. November 1953 – 1. Januar 1954 6 Wochen (insgesamt 6) \| 6 \| Tony Bennett with Percy Faith and His Orchestra \| Rags to Riches[1] Jerry Ross, Richard Adler \| - \| \| 2. Januar 1954 – 26. Februar 1954 8 Wochen (insgesamt 8) \| 8 \| Eddie Fisher with Hugo Winterhalter and His Orchestra and Chorus \| Oh My Pa-Pa[2] Paul Burkhard, John Sexton, John Turner \| - \| \| 27. Februar 1954 – 12. März 1954 2 Wochen (insgesamt 3) \| 3 \| Doris Day with Ray Heindorf and His Orchestra \| Secret Love[3] Sammy Fain, Paul Francis Webster \| - \| \| 13. März 1954 – 19. März 1954 1 Woche (insgesamt 3) \| 3 \| Jo Stafford with Paul Weston and His Orchestra \| Make Love to Me![4] Alan Copeland, New Orleans Rhythm Kings \| - \| \| 20. März 1954 – 26. März 1954 1 Woche (insgesamt 3) \| 3 \| Doris Day with Ray Heindorf and His Orchestra \| Secret Love Sammy Fain, Paul Francis Webster \| - \| \| 27. März 1954 – 9. April 1954 2 Wochen (insgesamt 3) \| 3 \| Jo Stafford with Paul Weston and His Orchestra \| Make Love to Me! Alan Copeland, New Orleans Rhythm Kings \| - \| \| 10. April 1954 – 28. Mai 1954 7 Wochen (insgesamt 7) \| 7 \| Perry Como with Hugo Winterhalter and His Orchestra and Chorus \| Wanted[5] Jack Fulton, Lois Steele \| - \| \| 29. Mai 1954 – 6. August 1954 10 Wochen (insgesamt 10) \| 10 \| Kitty Kallen \| Little Things Mean a Lot[6] Carl Stutz, Edith Lindeman \| - \| \| 7. August 1954 – 24. September 1954 7 Wochen (insgesamt 7) \| 7 \| The Crew-Cuts with David Carroll and His Orchestra \| Sh-Boom[7] Carl Feaster, Floyd McRae, James C. Keyes, James W. Edwards \| - \| \| 25. September 1954 – 5. November 1954 6 Wochen (insgesamt 6) \| 6 \| Rosemary Clooney with Buddy Cole and His Orchestra \| Hey There[8] Jerry Ross, Richard Adler \| - \| \| 6. November 1954 – 12. November 1954 1 Woche (insgesamt 1) \| 1 \| Rosemary Clooney with Buddy Cole and His Orchestra \| This Ole House[9] Stuart Hamblen \| - \| \| 13. November 1954 – 3. Dezember 1954 3 Wochen (insgesamt 3) \| 3 \| Eddie Fisher with Hugo Winterhalter and His Orchestra and Chorus \| I Need You Now[10] Al Jacobs, Jimmie Crane \| - \| \| 4. Dezember 1954 – 21. Januar 1955 7 Wochen (insgesamt 7) \| 7 \| The Chordettes with Archie Bleyer and His Orchestra \| Mr. Sandman[11] Pat Ballard \| - \| |                                       |                                                                  |                                                                     |                           |
| ← 1953 |                                       |                                                                  |                                                                     | → 1955 →                  |
| Zeitraum | Wo. ges.                              | Interpret                                                        | Titel Autor(en)                                                     | Zusätzliche Informationen |
| (Zeitraum, Wochen auf Platz eins, Interpret, Titel, Autor[en], zusätzliche Informationen) |                                       |                                                                  |                                                                     |                           |
| 21. November 1953 – 1. Januar 1954 6 Wochen (insgesamt 6) | 6                                     | Tony Bennett with Percy Faith and His Orchestra                  | Rags to Riches Jerry Ross, Richard Adler                            | -                         |
| 2. Januar 1954 – 26. Februar 1954 8 Wochen (insgesamt 8) | 8                                     | Eddie Fisher with Hugo Winterhalter and His Orchestra and Chorus | Oh My Pa-Pa Paul Burkhard, John Sexton, John Turner                 | -                         |
| 27. Februar 1954 – 12. März 1954 2 Wochen (insgesamt 3) | 3                                     | Doris Day with Ray Heindorf and His Orchestra                    | Secret Love Sammy Fain, Paul Francis Webster                        | -                         |
| 13. März 1954 – 19. März 1954 1 Woche (insgesamt 3) | 3                                     | Jo Stafford with Paul Weston and His Orchestra                   | Make Love to Me! Alan Copeland, New Orleans Rhythm Kings            | -                         |
| 20. März 1954 – 26. März 1954 1 Woche (insgesamt 3) | 3                                     | Doris Day with Ray Heindorf and His Orchestra                    | Secret Love Sammy Fain, Paul Francis Webster                        | -                         |
| 27. März 1954 – 9. April 1954 2 Wochen (insgesamt 3) | 3                                     | Jo Stafford with Paul Weston and His Orchestra                   | Make Love to Me! Alan Copeland, New Orleans Rhythm Kings            | -                         |
| 10. April 1954 – 28. Mai 1954 7 Wochen (insgesamt 7) | 7                                     | Perry Como with Hugo Winterhalter and His Orchestra and Chorus   | Wanted Jack Fulton, Lois Steele                                     | -                         |
| 29. Mai 1954 – 6. August 1954 10 Wochen (insgesamt 10) | 10                                    | Kitty Kallen                                                     | Little Things Mean a Lot Carl Stutz, Edith Lindeman                 | -                         |
| 7. August 1954 – 24. September 1954 7 Wochen (insgesamt 7) | 7                                     | The Crew-Cuts with David Carroll and His Orchestra               | Sh-Boom Carl Feaster, Floyd McRae, James C. Keyes, James W. Edwards | -                         |
| 25. September 1954 – 5. November 1954 6 Wochen (insgesamt 6) | 6                                     | Rosemary Clooney with Buddy Cole and His Orchestra               | Hey There Jerry Ross, Richard Adler                                 | -                         |
| 6. November 1954 – 12. November 1954 1 Woche (insgesamt 1) | 1                                     | Rosemary Clooney with Buddy Cole and His Orchestra               | This Ole House Stuart Hamblen                                       | -                         |
| 13. November 1954 – 3. Dezember 1954 3 Wochen (insgesamt 3) | 3                                     | Eddie Fisher with Hugo Winterhalter and His Orchestra and Chorus | I Need You Now Al Jacobs, Jimmie Crane                              | -                         |
| 4. Dezember 1954 – 21. Januar 1955 7 Wochen (insgesamt 7) | 7                                     | The Chordettes with Archie Bleyer and His Orchestra              | Mr. Sandman Pat Ballard                                             | -                         |

## Alben
| ← 1953 ← | Liste der Nummer-eins-Alben in den USA | Liste der Nummer-eins-Alben in den USA      | Liste der Nummer-eins-Alben in den USA                                                   | 1955 →                    |
| \| Zeitraum \| Wo. ges. \| Interpret \| Titel \| Zusätzliche Informationen \| \| (Zeitraum, Wochen auf Platz eins, Interpret, Titel, zusätzliche Informationen) \| \| \| \| \| \| ------------------------------------------------------------------------------ \| -------- \| ------------------------------------------- \| -------------------------------------------------------------------------------------------- \| ------------------------- \| \| 26. Dezember 1953 – 22. Januar 1954 4 Wochen (insgesamt 4) \| 4 \| Arthur Godfrey with All the Little Godfreys \| Christmas with Arthur Godfrey & All the Little Godfreys[12] \| - \| \| 23. Januar 1954 – 12. März 1954 7 Wochen (insgesamt 36) \| 36 \| Jackie Gleason \| Music for Lovers Only[13] \| - \| \| 13. März 1954 – 21. Mai 1954 10 Wochen (insgesamt 10) \| 10 \| Original Motion Picture Soundtrack \| The Glenn Miller Story[14] \| - \| \| 22. Mai 1954 – 11. Juni 1954 3 Wochen (insgesamt 11) \| 11 \| Glenn Miller \| Glenn Miller Plays Selections from the Film The Glenn Miller Story[15] \| - \| \| 12. Juni 1954 – 25. Juni 1954 2 Wochen (insgesamt 36) \| 36 \| Jackie Gleason \| Music for Lovers Only \| - \| \| 26. Juni 1954 – 20. August 1954 8 Wochen (insgesamt 11) \| 11 \| Glenn Miller \| Glenn Miller Plays Selections from the Film The Glenn Miller Story \| - \| \| 21. August 1954 – 29. Oktober 1954 10 Wochen (insgesamt 17) \| 17 \| Mario Lanza \| Mario Lanza Sings the Hit Songs from The Student Prince and Other Great Musical Comedies[16] \| - \| \| 30. Oktober 1954 – 12. November 1954 2 Wochen (insgesamt 2) \| 2 \| Jackie Gleason \| Jackie Gleason Presents Music, Martinis and Memories[17] \| - \| \| 13. November 1954 – 31. Dezember 1954 7 Wochen (insgesamt 17) \| 17 \| Mario Lanza \| Mario Lanza Sings the Hit Songs from The Student Prince and Other Great Musical Comedies \| - \| |                                        |                                             |                                                                                          |                           |
| ← 1953 |                                        |                                             |                                                                                          | → 1955 →                  |
| Zeitraum | Wo. ges.                               | Interpret                                   | Titel                                                                                    | Zusätzliche Informationen |
| (Zeitraum, Wochen auf Platz eins, Interpret, Titel, zusätzliche Informationen) |                                        |                                             |                                                                                          |                           |
| 26. Dezember 1953 – 22. Januar 1954 4 Wochen (insgesamt 4) | 4                                      | Arthur Godfrey with All the Little Godfreys | Christmas with Arthur Godfrey & All the Little Godfreys                                  | -                         |
| 23. Januar 1954 – 12. März 1954 7 Wochen (insgesamt 36) | 36                                     | Jackie Gleason                              | Music for Lovers Only                                                                    | -                         |
| 13. März 1954 – 21. Mai 1954 10 Wochen (insgesamt 10) | 10                                     | Original Motion Picture Soundtrack          | The Glenn Miller Story                                                                   | -                         |
| 22. Mai 1954 – 11. Juni 1954 3 Wochen (insgesamt 11) | 11                                     | Glenn Miller                                | Glenn Miller Plays Selections from the Film The Glenn Miller Story                       | -                         |
| 12. Juni 1954 – 25. Juni 1954 2 Wochen (insgesamt 36) | 36                                     | Jackie Gleason                              | Music for Lovers Only                                                                    | -                         |
| 26. Juni 1954 – 20. August 1954 8 Wochen (insgesamt 11) | 11                                     | Glenn Miller                                | Glenn Miller Plays Selections from the Film The Glenn Miller Story                       | -                         |
| 21. August 1954 – 29. Oktober 1954 10 Wochen (insgesamt 17) | 17                                     | Mario Lanza                                 | Mario Lanza Sings the Hit Songs from The Student Prince and Other Great Musical Comedies | -                         |
| 30. Oktober 1954 – 12. November 1954 2 Wochen (insgesamt 2) | 2                                      | Jackie Gleason                              | Jackie Gleason Presents Music, Martinis and Memories                                     | -                         |
| 13. November 1954 – 31. Dezember 1954 7 Wochen (insgesamt 17) | 17                                     | Mario Lanza                                 | Mario Lanza Sings the Hit Songs from The Student Prince and Other Great Musical Comedies | -                         |

## Jahreshitparaden
| ← 1953 ← | Liste der Nummer-eins-Hits in den USA | Liste der Nummer-eins-Hits in den USA | Liste der Nummer-eins-Hits in den USA | 1955 →   |
| \| Singles \| Position# \| Alben \| \| ---------------------------------------------------------------------------------------------------------------------- \| --------- \| ----- \| \| Little Things Mean a Lot Kitty Kallen Carl Stutz, Edith Lindeman \| 1 \| … \| \| Wanted Perry Como with Hugo Winterhalter and His Orchestra and Chorus Jack Fulton, Lois Steele \| 2 \| … \| \| Hey There Rosemary Clooney with Buddy Cole and His Orchestra Jerry Ross, Richard Adler \| 3 \| … \| \| Sh-Boom The Crew-Cuts with David Carroll and His Orchestra Carl Feaster, Floyd McRae, James C. Keyes, James W. Edwards \| 4 \| … \| \| Make Love to Me! Jo Stafford with Paul Weston and His Orchestra Alan Copeland, New Orleans Rhythm Kings \| 5 \| … \| \| Oh My Pa-Pa Eddie Fisher with Hugo Winterhalter and His Orchestra and Chorus Paul Burkhard, John Sexton, John Turner \| 6 \| … \| \| (Oh Baby Mine) I Get So Lonely The Four Knights with Orchestra Pat Ballard \| 7 \| … \| \| Three Coins in the Fountain The Four Aces feat. Al Alberts Jule Styne, Sammy Cahn \| 8 \| … \| \| Secret Love Doris Day with Ray Heindorf and His Orchestra Sammy Fain, Paul Francis Webster \| 9 \| … \| \| Hernando’s Hideaway Archie Bleyer & His Orchestra & Chorus with Maria Alba Richard Adler, Jerry Ross \| 10 \| … \| |                                       |                                       |                                       |          |
| ← 1953 |                                       |                                       |                                       | → 1955 → |
| Singles | Position#                             | Alben                                 |                                       |          |
| Little Things Mean a Lot Kitty Kallen Carl Stutz, Edith Lindeman | 1                                     | …                                     |                                       |          |
| Wanted Perry Como with Hugo Winterhalter and His Orchestra and Chorus Jack Fulton, Lois Steele | 2                                     | …                                     |                                       |          |
| Hey There Rosemary Clooney with Buddy Cole and His Orchestra Jerry Ross, Richard Adler | 3                                     | …                                     |                                       |          |
| Sh-Boom The Crew-Cuts with David Carroll and His Orchestra Carl Feaster, Floyd McRae, James C. Keyes, James W. Edwards | 4                                     | …                                     |                                       |          |
| Make Love to Me! Jo Stafford with Paul Weston and His Orchestra Alan Copeland, New Orleans Rhythm Kings | 5                                     | …                                     |                                       |          |
| Oh My Pa-Pa Eddie Fisher with Hugo Winterhalter and His Orchestra and Chorus Paul Burkhard, John Sexton, John Turner | 6                                     | …                                     |                                       |          |
| (Oh Baby Mine) I Get So Lonely The Four Knights with Orchestra Pat Ballard | 7                                     | …                                     |                                       |          |
| Three Coins in the Fountain The Four Aces feat. Al Alberts Jule Styne, Sammy Cahn | 8                                     | …                                     |                                       |          |
| Secret Love Doris Day with Ray Heindorf and His Orchestra Sammy Fain, Paul Francis Webster | 9                                     | …                                     |                                       |          |
| Hernando’s Hideaway Archie Bleyer & His Orchestra & Chorus with Maria Alba Richard Adler, Jerry Ross | 10                                    | …                                     |                                       |          |